# Лиедскалныня, Антра
А́нтра Ли́едскалныня (латыш. Antra Liedskalniņa; 22 октября 1930 — 20 апреля 2000) — советская и латвийская актриса театра и кино. Народная артистка Латвийской ССР (1973).

## Биография
Родилась 22 октября 1930 года в Яунгулбенской волости Мадонского уезда в семье сельского учителя Арвида Лиедскалныня. В годы войны была вместе с родителями в эвакуации в Челябинской области.
Окончила Гулбенскую среднюю школу (1951) и театральный факультет Латвийской государственной консерватории им. Я. Витола (1955). После окончания учёбы актриса Национального театра (Государственный академический театр драмы им. А. Упита).
В начале своей карьеры актриса тяготела к гротеску и эксцентрике, отдавая предпочтение лирической комедии. В зрелые годы, всё чаще включала в свой репертуар драматические роли. Дебютировала на сцене в пьесе Ежи Лютовского «Семейное дело», где эмоционально сыграла роль своей современницы Ирены.
В кино начала сниматься ещё в середине 50-х годов, но первые большие роли она сыграла у режиссёра Роланд Калныньша. Главная роль в его фильме «Я всё помню, Ричард» принесла актрисе успех и известность.
В 1965 году ей было присуждено почётное звание «Заслуженная артистка Латвийской ССР».
В 1973 году ей было присуждено почётное звание «Народная артистка Латвийской ССР».
Была замужем за актёром Элмаром Озолом.
Ушла из жизни весной 2000 года, похоронена на рижском Лесном кладбище.

## Избранные театральные роли
- 1958 — «Рига» Аугуста Деглава — Ортруда
- 1962 — «Жанна д’Арк» Андрея Упита — Жанна д’Арк
- 1964 — «Двенадцатая ночь» Уильяма Шекспира — Оливия
- 1967 — «Чёртов кряж» Эгона Ливса — Занда
- 1969 — Трамвай «Желание» — Теннесси Уильямса — Бланш
- 1972 — «Дачники» Максима Горького — Ольга Алексеевна
- 1973 — «Волки и овцы» Александра Островского — Глафира
- 1978 — «Мольер» Михаила Булгакова — Мадлен
- 1998 — «Сорок карат» Джей Прессон Аллен — Мода Хейз
- 1999 — «Моя прекрасная леди» Фредерика Лоу — миссис Хиггинс

## Фильмография
- 1955 — Весенние заморозки — эпизод
- 1958 — Чужая в посёлке — эпизод
- 1960 — На пороге бури — Айя Спаре
- 1966 — Я всё помню, Ричард — Антра
- 1968 — 24-25 не возвращается — Ирена
- 1969 — Лучи в стекле — Вера
- 1970 — Насыпь — Ольга
- 1971 — Тростниковый лес — Анна
- 1973 — Вей, ветерок! — Циена
- 1973 — Чинара — фрау Умайдер
- 1975 — Наперекор судьбе — директор детского дома
- 1976 — Эта опасная дверь на балкон — Анита
- 1978 — Твой сын — Херда
- 1979 — Удар — мать
- 1980 — Лето было только день
- 1981 — На грани веков — старостиха
- 1981 — Американская трагедия — жена Тайтуса
- 1982 — Таран — Марта
- 1982 — Переворот по инструкции 107 — медсестра
- 1982 — Краткое наставление в любви — Пипетая
- 1982 — Возвращение Баттерфляй — Саломея Крушельницкая в старости
- 1982 — Блюз под дождём — Велта
- 1983 — Сад с призраком — женщина на автовокзале
- 1983 — Выстрел в лесу — социальный работник
- 1984 — Фронт в отчем доме — Мария
- 1984 — Последний визит — Никки, жена Фреда
- 1984 — Победа — Клементина Черчилль
- 1985 — Мальчик-с-пальчик — ведьма
- 1986 — Двойник — мать Эрика
- 1987 — Стечение обстоятельств — мать Вероники
- 1987 — Айя — мать Яниса
- 1988 — Виктория — эпизод
- 1990 — Сто вёрст по реке —
- 1990 — Наследница «Оборотней» — Зилите
- 1990 — Майя и Пайя
- 1992 — По следу белого фургона — Шурвиня